# Кузино (смт)
Ку́зино (рос. Кузино) — селище міського типу у складі Великоустюзького району Вологодської області, Росія. Адміністративний центр та єдиний населений пункт Кузинського міського поселення.

## Населення
Населення — 1131 особа (2010; 1451 у 2002).